# Parnassia cordata
Parnassia cordata är en benvedsväxtart som först beskrevs av Carl Georg Oscar Drude, och fick sitt nu gällande namn av Z.P. Jien och Tsue Chih Ku. Parnassia cordata ingår i släktet Parnassia och familjen Celastraceae. Inga underarter finns listade.